# Reich der Fanes
Die Sage vom Reich der Fanes gilt als das Nationalepos der Ladiner und ist somit ein wichtiger Teil der ladinischen Literatur. Die folgende Darstellung ist eine verkürzte Wiedergabe nach Karl Felix Wolff.

## Inhaltsangabe
Die Fanessage schildert den Konflikt zwischen den aggressiven männlichen Angehörigen des Königshauses und den friedlichen weiblichen Mitgliedern. Erstere sind im Bündnis mit dem Volk der Adler, letztere mit dem Volk der Murmeltiere. Die Könige der Fanes können mit ihrer Kriegspolitik und im Bündnis mit den Adlern das Reich der Fanes immer weiter ausdehnen. Doch dadurch entsteht eine Gegenkoalition von immer mehr Nachbarvölkern. Auf der Seite der Gegner kämpft auch der Zauberer Spina de Mul, das Maultiergerippe. Er heißt so, weil er üblicherweise die Gestalt eines halbverwesten Maultieres annimmt.
Die Fanesleute haben als Kriegsheldin Dolasilla, die Königstochter, und Ey de Net (Nachtauge). Letzterer will Dolasilla heiraten und wird daraufhin vom König verstoßen. Dolasilla hat eine Anzahl unfehlbarer Pfeile und einen weißen Panzer. Ihr wurde geweissagt, dass sie nicht in die Schlacht ziehen dürfe, sollte sich der Panzer einmal schwarz verfärben, weil sie sonst sterben müsse.
Die Entscheidungsschlacht rückt immer näher. Durch eine List kann Spina de Mul Dolasilla ihre unfehlbaren Pfeile abnehmen, die er dann an Schützen des gegnerischen Bündnisses verteilt. Am Morgen vor der Schlacht sieht Dolasilla, dass sich ihr Panzer schwarz verfärbt hat. Doch die verzweifelten Fanesleute bedrängen sie, in die Schlacht zu ziehen. Zunächst können in der Schlacht die feindlichen Bogenschützen Dolasilla nicht finden, weil sie nach einem weißen Panzer suchen und nicht wissen, dass sich dieser schwarz verfärbt hat. Doch schließlich erkennen sie Dolasilla, schießen die unfehlbaren Pfeile auf sie ab und töten sie. Damit ist die Schlacht für die Fanesleute verloren. Mit knapper Not kann sich die Königin mit einer kleinen Schar mit Hilfe der Murmeltiere in die unterirdischen Gänge der Fanes zurückziehen. Der König aber, der verräterisch gemeinsame Sache mit den Feinden gemacht hat, wird zu Stein und ist seitdem als falscher König (altlad. falza rego, ladinisch fautso rego) am Falzaregopass zu sehen (ein ätiologischer Teil der Sage).
Noch wäre die Sache der Fanesleute nicht verloren, denn es gibt noch Lidsanel. Ihm wurde geweissagt, dass er in seinem Leben drei Wünsche offen habe. Er müsse nur die unfehlbaren Pfeile begehren und könne dann das Reich der Fanes neu aufbauen. Doch jedes Mal, wenn eine Vivana Lidsanel einen Wunsch freistellt, vergisst dieser die Pfeile und wünscht sich etwas anderes. Nach dem dritten Mal sind so die Pfeile für immer verloren. Auch das Volk der Fanes ist jetzt verloren beziehungsweise es lebt noch heute bei den Murmeltieren unterirdisch unter der Fanes und wartet auf die verheißene Zeit.

## Stätten der Fanessage
Die Stätten der Fanessage befinden sich auf oder in der Nähe der Fanes-Hochfläche. Vom Pragser Wildsee aus gab es einen mit dem Boot zugänglichen Eingang in die unterirdischen Teile des Fanesreiches. Die Entscheidungsschlacht, die für die Fanesleute verloren ging, fand auf der Pralongia statt (laut der von Ulrike Kindl herausgegebenen Märchensammlung allerdings auf der Armentara bei Wengen), die letzte Schlacht, wo die Reste des Fanesvolkes vernichtet wurden, am Fuße der Eisengabel. Im Geröll am Rande der Armentara begegnete Dolasilla den Kindern, die (geschickt von Spina de Mul) ihr die unfehlbaren Pfeile abbettelten, die somit in die Hände der Feinde fielen.

## Interpretation
Wolff sieht als Hintergrund vieler Südtiroler Sagen die Auseinandersetzung zwischen mutterrechtlichen und vaterrechtlichen Gesellschaften (vgl. dazu auch Lewis Henry Morgan). Die mutterrechtlichen Gesellschaften waren Jäger und Sammler. Die Jagd war aber eine unsichere Ernährungsquelle, so dass die männlichen Jäger nur die Luxusernährung beibringen konnten. Die eigentliche Ernährung wurde von den weiblichen Sammlerinnen mit ihren Gärten bereitgestellt. Mit der Erfindung des Pfluges kam es zu einer Umwälzung. Jetzt konnte ein männlicher Pflüger erheblich mehr Nahrungsmittel erzeugen, allerdings um den Preis, dass dafür erheblich mehr Boden benötigt wurde als beim bisherigen Gartenbau. Die verschiedenen Völker waren auf Gebietsausweitungen angewiesen. Die friedliche Zeit des Gartenbaus mit dem Mutterrecht ging zu Ende, es folgte das kriegerische vaterrechtliche Zeitalter. Daher kommen die zahlreichen Sagen einer früheren friedvollen Zeit.

## Literatur

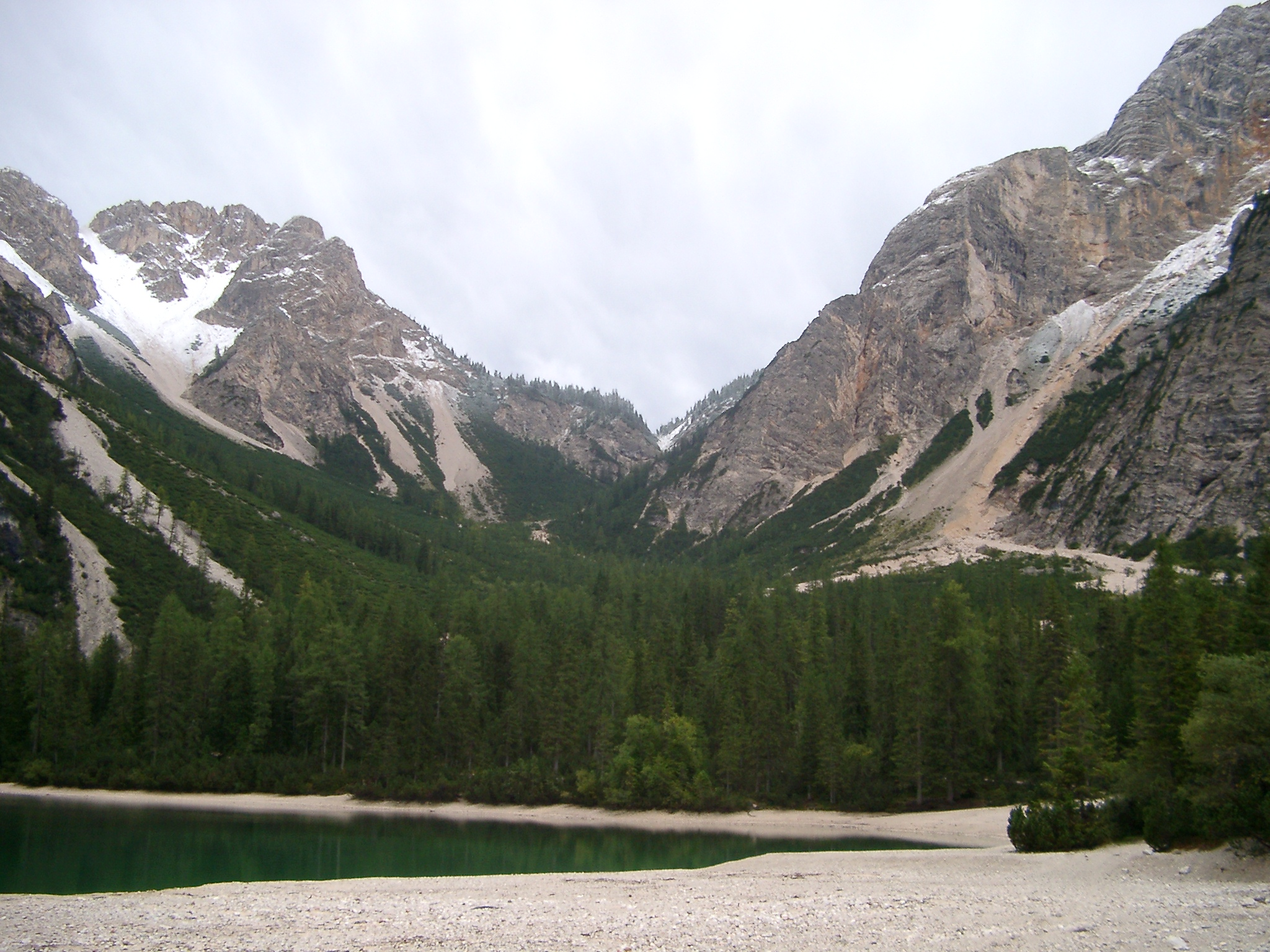
Pragser Wildsee
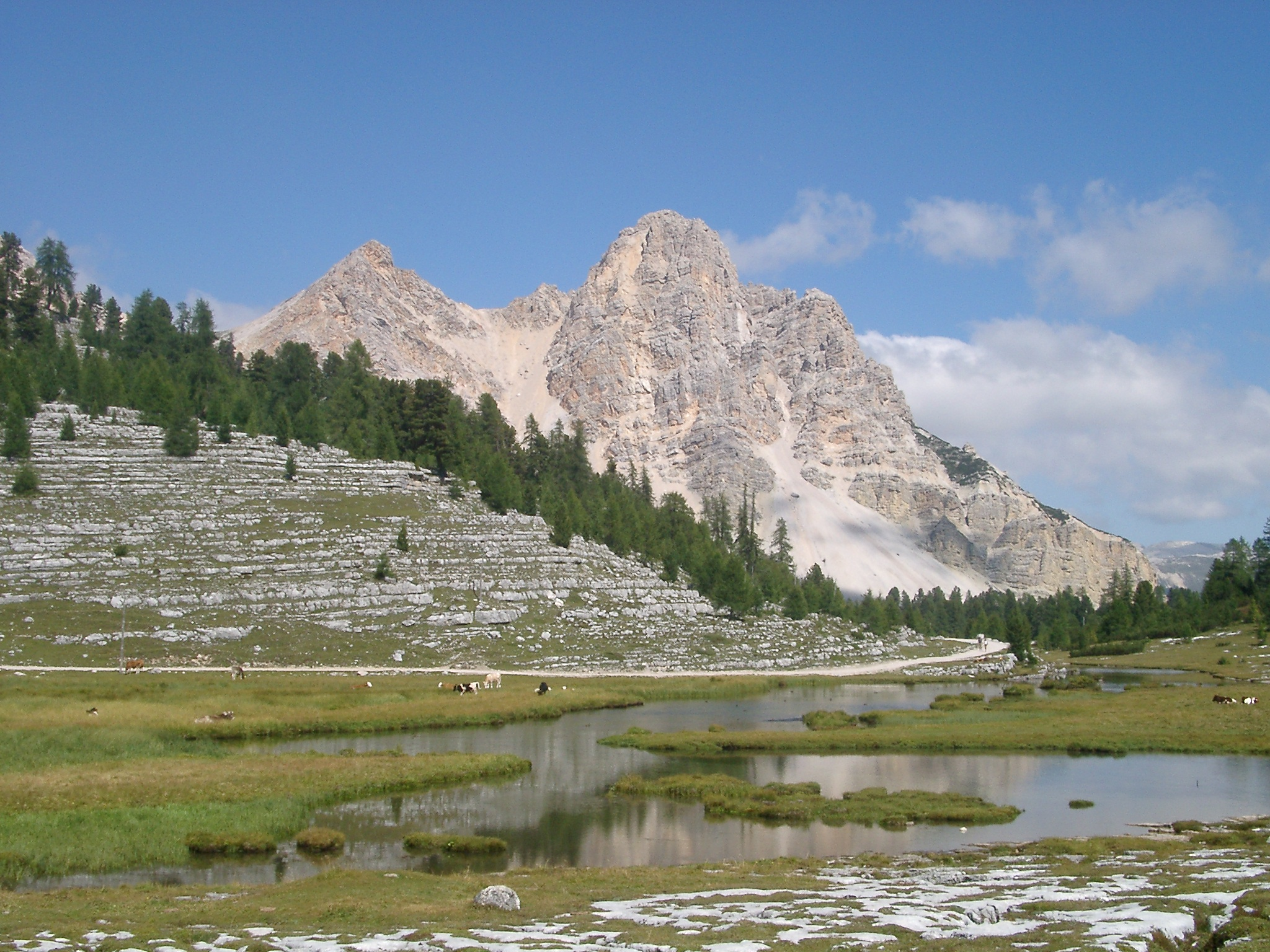
Kleine Fanesalm mit Eisengabel
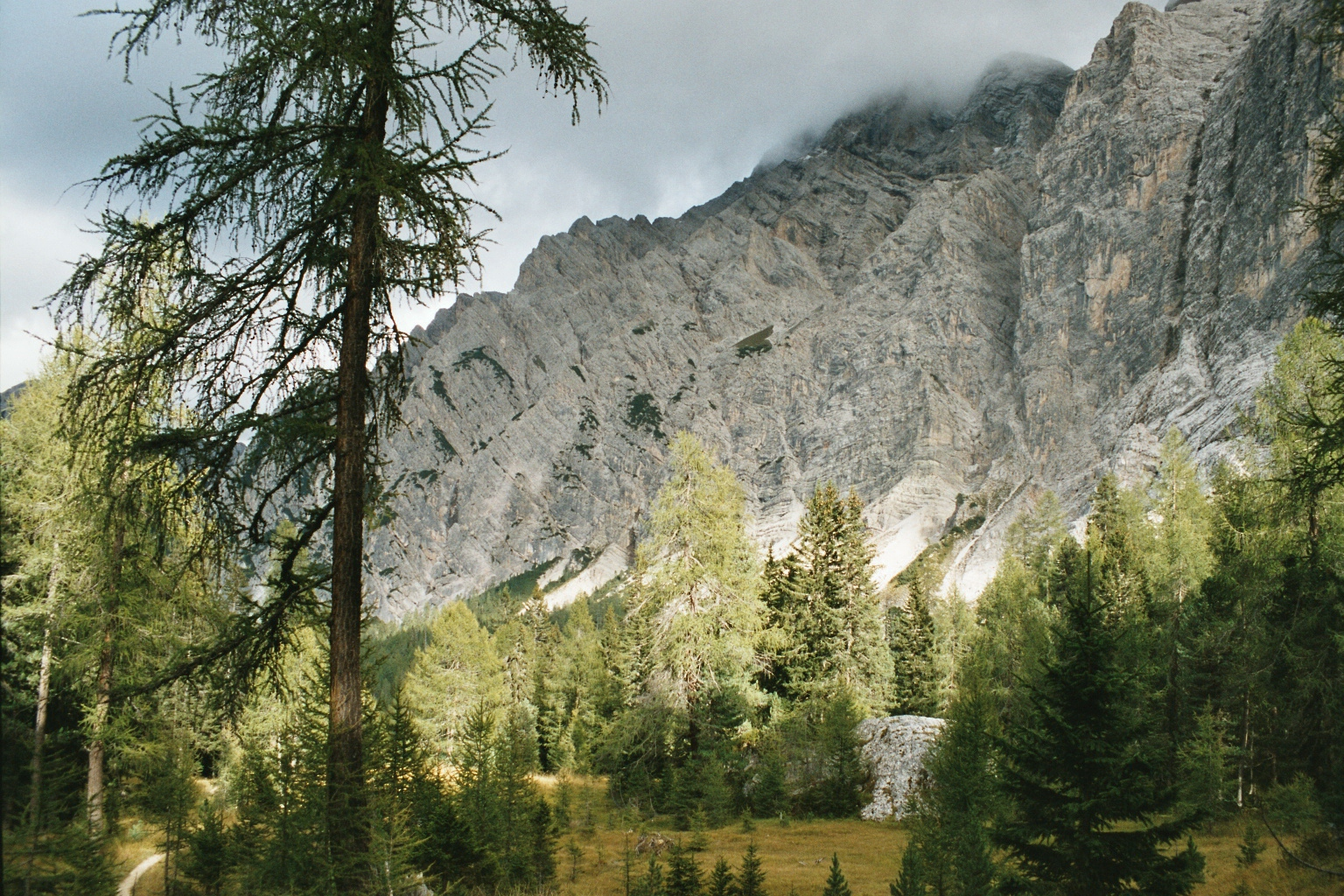
Armentara unterhalb der Felsen
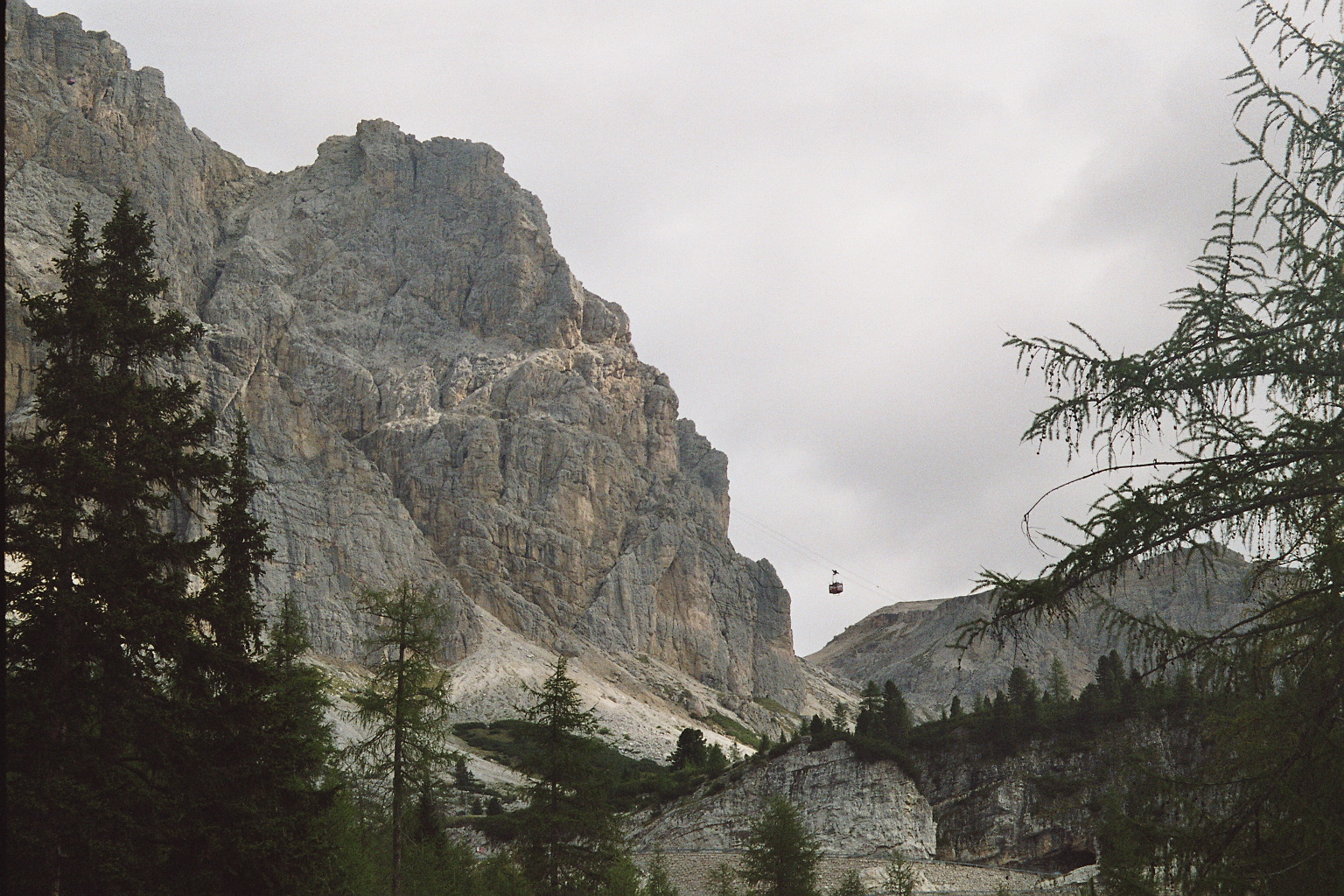
Seitenansicht des "falschen Königs", des Lagazuoi, von der heutigen vom Falzaregopass südwärts führenden Autostraße aus aufgenommen. Die alte Straße verlief am Westhang des Tales an der Burg Andraz vorbei, so dass sich die Perspektive anders darstellte.